# Wojskowa Komenda Odcinka Kolejowego
Wojskowa Komenda Odcinka Kolejowego – nieistniejący już polowy organ mobilizowany na czas wojny na potrzeby sieci kolejowej, przeznaczony do kierowania przewozami wojskowymi na określonym odcinku (zbiegających się odcinkach) kolejowych linii transportowej. 
Wojskową Komendę Odcinka Kolejowego umieszczało się na wyznaczonej stacji kolejowej. Podlegała ona szefowi służby komunikacji wojskowej, a na jej czele stał Komendant, który przy współpracy z organami służb kolejowych kierował przewozami wojskowymi.